# واشنطن (لويزيانا)
واشنطن (بالإنجليزية: Washington town, Louisiana)‏ هي بلدة تقع بولاية لويزيانا في الولايات المتحدة. تبلغ مساحتها 2.20 كم2، وترتفع عن سطح البحر 14.020800000000001 م، بلغ عدد سكانها 964 نسمة في عام 2010 حسب إحصاء مكتب تعداد الولايات المتحدة وتصل الكثافة السكانية فيها 438.2 نسمة لكل كيلومتر مربع (1,134.9/ميل2).

## التركيبة السكانية
حدّد مكتب تعداد الولايات المتحدة بيانات التركيبة السكانية لواشنطن في تعداد الولايات المتحدة. في ما يلي، التركيبة السكانية حسب تعدادي 2000 و2010.

### تعداد عام 2000
بلغ عدد سكان واشنطن 1,082 نسمة بحسب تعداد عام 2000، وبلغ عدد الأسر 459 أسرة وعدد العائلات 289 عائلة مقيمة في البلدة. في حين سجلت الكثافة السكانية 491.8 نسمة لكل كيلومتر مربع (1,273.8/ميل2). وبلغ عدد الوحدات السكنية 535 وحدة بمتوسط كثافة قدره 243.2 لكل كيلومتر مربع (629.9/ميل2).
وتوزع التركيب العرقي للبلدة بنسبة 43.07% من البيض و56.28% من الأمريكيين الأفارقة و0.37% من الأعراق الأخرى و0.28% من عرقين مختلطين أو أكثر و1.02% من الهسبانيون أو اللاتينيون من أي عرق.
بلغ عدد الأسر 459 أسرة كانت نسبة 35.1% منها لديها أطفال تحت سن الثامنة عشر تعيش معهم، وبلغت نسبة الأزواج القاطنين مع بعضهم البعض 34.2% من أصل المجموع الكلي للأسر، ونسبة 25.9% من الأسر كان لديها معيلات من الإناث دون وجود شريك، بينما كانت نسبة 2.8% من الأسر لديها معيلون من الذكور دون وجود شريكة وكانت نسبة 37% من غير العائلات. تألفت نسبة 34.4% من أصل جميع الأسر من عدة أفراد يعيشون في نفس المنزل ونسبة 15.3% كانت تتألف من شخص يعيش بمفرده يبلغ من العمر 65 عاماً أو أكثر. وبلغ متوسط حجم الأسرة المعيشية 2.36، أما متوسط حجم العائلات فبلغ 3.05.
بلغ العمر الوسطي للسكان 35.3 عاماً. وكانت نسبة 29.1% من القاطنين تحت سن الثامنة عشر، وكانت نسبة 7.4% بين الثامنة عشر والرابعة والعشرين عاماً، ونسبة 24.6% كانت واقعةً في الفئة العمرية ما بين الخامسة والعشرين والرابعة والأربعين عاماً، ونسبة 20.1% كانت ما بين الخامسة والأربعين والرابعة والستين، ونسبة 18.7% كانت ضمن فئة الخامسة والستين عاماً فما فوق. يوجد لكل 100 أنثى 80.5 ذكر، ويوجد لكل 100 أنثى في الثامنة عشر من عمرها فما فوق 74.1 ذكر.
بلغ متوسط دخل الأسرة في البلدة 12,177 دولارًا، أما متوسط دخل العائلة فبلغ 17,727 دولارًا. وكان متوسط دخل الذكور 36,250 دولارًا مقابل 14,479 دولارًا للإناث. وسجل دخل الفرد الخاص بالبلدة 11,607 دولارًا. وكانت نسبة 45.6% من العائلات ونسبة 48.4% من السكان تحت خط الفقر، وكان من هؤلاء نسبة 58% تحت سن الثامنة عشر ونسبة 38.4% في الخامسة والستين من العمر وما فوق.

### تعداد عام 2010
بلغ عدد سكان واشنطن 964 نسمة بحسب تعداد عام 2010، وبلغ عدد الأسر 439 أسرة وعدد العائلات 233 عائلة مقيمة في البلدة. في حين سجلت الكثافة السكانية 438.2 نسمة لكل كيلومتر مربع (1,134.9/ميل2). وبلغ عدد الوحدات السكنية 507 وحدة بمتوسط كثافة قدره 230.5 لكل كيلومتر مربع (597.0/ميل2).
وتوزع التركيب العرقي للبلدة بنسبة 43.78% من البيض و53.32% من الأمريكيين الأفارقة و0.41% من الأمريكيين الأصليين و0.10% من الأمريكيين ذوي الأصول الآسيوية و0.62% من الأعراق الأخرى و1.76% من عرقين مختلطين أو أكثر و1.87% من الهسبانيون أو اللاتينيون من أي عرق.
بلغ عدد الأسر 439 أسرة كانت نسبة 26.7% منها لديها أطفال تحت سن الثامنة عشر تعيش معهم، وبلغت نسبة الأزواج القاطنين مع بعضهم البعض 29.8% من أصل المجموع الكلي للأسر، ونسبة 19.6% من الأسر كان لديها معيلات من الإناث دون وجود شريك، بينما كانت نسبة 3.6% من الأسر لديها معيلون من الذكور دون وجود شريكة وكانت نسبة 46.9% من غير العائلات. تألفت نسبة 42.4% من أصل جميع الأسر من عدة أفراد يعيشون في نفس المنزل ونسبة 17.5% كانت تتألف من شخص يعيش بمفرده يبلغ من العمر 65 عاماً أو أكثر. وبلغ متوسط حجم الأسرة المعيشية 2.19، أما متوسط حجم العائلات فبلغ 3.09.
بلغ العمر الوسطي للسكان 42.7 عاماً. وكانت نسبة 24% من القاطنين تحت سن الثامنة عشر، وكانت نسبة 8.4% بين الثامنة عشر والرابعة والعشرين عاماً، ونسبة 20% كانت واقعةً في الفئة العمرية ما بين الخامسة والعشرين والرابعة والأربعين عاماً، ونسبة 28.5% كانت ما بين الخامسة والأربعين والرابعة والستين، ونسبة 19.1% كانت ضمن فئة الخامسة والستين عاماً فما فوق. وتوزع التركيب الجنسي للسكان بنسبة 45.2% ذكور و54.8% إناث.